# 大利克 (北卡羅萊納州)
大利克（英語：Big Lick）是位於美國北卡羅萊納州斯坦利縣的非建制地區。

## 歷史
大利克的郵局於1860年設立，其後於1915年停運。

## 地理
大利克所處的海拔為高於海平面171米（即561英呎），而該地所採用的時區為UTC-5，即北美东部时区（EST）。同時該地設有夏令時間，為UTC-5調快一小時，即UTC-4（EDT）。